# Bolbitius luteus
Bolbitius luteus är en svampart som först beskrevs av Peck, och fick sitt nu gällande namn av Roy Watling 1981. Bolbitius luteus ingår i släktet Bolbitius och familjen Bolbitiaceae.   Inga underarter finns listade i Catalogue of Life.